# Jesús M. Guajardo

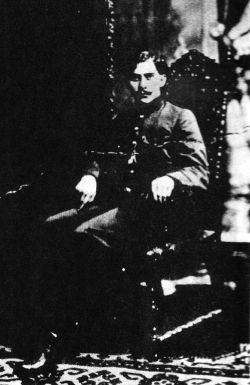
Jesús María Guajardo Martínez

Jesús M. Guajardo (Monterrey, 1880 - aldaar, 1920) was een Mexicaans militair. Guajardo is vooral bekend wegens het orkestreren van de moord op Emiliano Zapata in 1919.
Guajardo was geboren in de staat Nuevo León. Hij sloot zich in 1913 aan bij de Mexicaanse Revolutie aan de zijde van Pablo González tegen de dictator Victoriano Huerta. Nadat Huerta in 1914 was verdreven en een scheuring ontstond in het revolutionaire leiderschap bleef Guajardo González trouw, en vocht hij als kolonel in de staat Morelos tegen de rebellen van Emiliano Zapata. Guajardo was impopulair, zijn troepen plunderden en verkrachtten op grote schaal, waarvoor González hem bekritiseerde. Zapata hoopte gebruik te maken van de dreigende ruzie tussen Guajardo en González en zocht toenadering tot Guajardo. Guajardo besloot gebruik te maken van de mogelijkheid en zette een plan op Zapata om het leven te brengen. Hij gaf te kennen te willen onderhandelen met Zapata in de haciënda van Chinameca op 10 april 1919. Bij het binnentreden werd Zapata echter onthaald met een kogelregen en stierf.
Guajardo steunde in 1920 het plan van Agua Prieta van Adolfo de la Huerta tegen president Venustiano Carranza. Nadat De la Huerta echter vrede tekende met Zapata's opvolger Gildardo Magaña besefte Guajardo dat hij weleens vervolgd zou kunnen worden, en sloot zich aan bij een opstand tegen De la Huerta. Deze mislukte echter. Guajardo werd gevangengenomen, in een militaire rechtbank veroordeeld wegens moord en gefusilleerd.